# François Mitterrand
François Mitterrand (teljes nevén François Maurice Adrien Marie Mitterrand; Jarnac, 1916. október 26. – Párizs, 1996. január 8.) francia politikus, a 20. század második felének egyik világviszonylatban is meghatározó államférfija. Politikai pályafutását jobboldali aktivistaként kezdte az 1930-as évek második felében, a második világháború során pedig eleinte a kollaboráns Vichy-kormány tisztviselője, Pétain marsall híve volt (múltjának ezen szakaszát csak 1994 óta ismerte meg a közvélemény). 1943-ban korábbi nézeteivel szakítva csatlakozott az ellenállási mozgalomhoz, és egyre közelebb sodródott a baloldalhoz.
A világháborút követően, 1946-tól különböző baloldali pártszervezetek színeiben nemzetgyűlési képviselő volt egészen 1981-ig, illetve rövid ideig, 1959–1962 között a parlament felsőháza, a szenátus tagjaként tevékenykedett. A Negyedik Köztársaság 1958-as összeomlásáig több miniszteri posztot betöltött. Miután két ízben is sikertelenül indult a köztársaságielnök-választáson, végül 1981-ben, a Szocialista Párt politikusaként az Ötödik Köztársaság sorban negyedik elnöke lett, s hivatalát két cikluson, azaz tizennégy éven át, 1995-ig töltötte be. Az andorrai alkotmány értelmében hivatali ideje alatt egyúttal az Andorrai Hercegség társhercege is volt.
Az utókor nem csupán pályájának korai, nacionalista és soviniszta irányzatokhoz kötődő szakasza, hanem a nagy nemzeti bálvánnyal, Charles de Gaulle tábornokkal való szembenállása és köztársasági elnöki tevékenysége okán is gyakran értékeli ambivalens politikusnak Mitterrand-t. A franciákat kevéssé izgatta, csak az angolszász államokban keltett negatív visszhangot a leleplezés: Mitterrand szerelmi háromszögben élt, szeretőjétől felnőtt lánya is volt (bár ezt a sajtó sokáig nem szellőztette meg).
Államfőként a nyugati szövetségesi rendszer, később az Európai Unió erősítésének híve volt, emellett a nevéhez fűződik a francia közigazgatás, közoktatás és egészségügy átfogó 1980-as évekbeli reformja is. Ugyanakkor épp ezek az általa levezényelt változások vezettek a francia gazdaság átmeneti recessziójához, inflációhoz, amely a jobboldal térnyeréséhez vezetett hazájában.
Minden ellentmondás dacára megítélése hazájában pozitív: egy 2006-ban készült közvélemény-kutatásban ő lett (De Gaulle-t is megelőzve) az elmúlt fél évszázad legjobb francia elnöke.

## Élete

### Születése és ifjúkora (1916–1939)
François Mitterrand viszonylagos jólétben élő, katolikus középosztálybeli család sarjaként látta meg a napvilágot 1916. október 26-án a délnyugat-franciaországi konyaktermelő vidék egyik kisvárosában, a Charente département-beli Jarnacban. Szüleinek nyolc gyermeke – öt leánya és három fia – közül ötödik volt a sorban, utána még két leány- és egy fiúgyermek született. Édesapja, Joseph Mitterrand a közeli Angoulême állomásfőnöke volt. Édesanyja, Yvonne Lorrain jómódú családból származott, szülei tulajdonában volt többek között egy ecetgyár is, amelynek vezetését idővel – már François gyerekkorában – Joseph Mitterrand vette át. A kis François-t kilencéves korában, 1925-ben szülei egy angoulême-i katolikus iskolába, a Lycée Saint-Paulba íratták be, ahol hamar kitűnt szorgalmával, főleg a humántárgyak területén. Különösen a francia irodalom nagyjai és műveik ragadták el képzeletvilágát, és olvasmányai hatására Mitterrand e korai években lelkesen készült az írói pályára.
Miután 1934-ben elvégezte az angoulême-i kollégiumot, a Jarnacban töltött nyári vakációt követően, szeptemberben a francia fővárosba, Párizsba utazott és beiratkozott az École Libre des Sciences Politiques (Politikatudományi Szabadiskola) jogi kurzusára. A környezetváltozás egyúttal újszerű tapasztalattal is járt a fiatal Mitterrand számára, érdeklődő tekintete előtt egy számára merőben új világ kapuja nyílt meg: a 19. század álmos nyugalmát őrző charente-i szülőföldet felváltotta a 20. század nyüzsgő metropolisza. Ifjonti energiával vetette bele magát az egyetem társadalmi életébe. Katolikus neveltetése és az Actio Catholicában szerzett tapasztalatai hatására hamarosan egy jobboldali szervezet, a Nemzeti Önkéntesek (Volontaires nationaux) soraiban találta magát, amely tulajdonképpen a François de La Rocque tábornok vezette nacionalista szerveződés, a Tűzkereszt (Croix-de-feu) ifjúsági szárnya volt. Ezekben az években aktivistaként részt vett több nacionalista, soviniszta megmozdulásban is, többek között abban az 1935. februári tiltakozóakcióban is, amelynek során az egyetemre felvételt nyert külföldi, „idegen” diákok ellen tüntettek. Diplomáját 1937 nyarán szerezte meg, majd megkezdte kétéves katonai szolgálatát a francia hadseregben. Ügyvédi vizsgáját 1939-ben, a második világháború előestéjén tette le. Ekkor már ő vezette a katolikus jogászokat tömörítő szervezetet, a Conférence Saint-Vincent-de-Pault, emellett pedig egy jobboldali folyóirat, a L’Écho de Paris irodalmi rovatvezetője és rovatvezetője volt. Mitterrand mindemellett verseléssel is foglalkozott, és tehetős szüleinek köszönhetően élte a párizsi aranyifjak életét: kávéházakban időzött, színházak, hangversenyek és zenés szórakozóhelyek gyakori látogatója volt, nem utolsósorban pedig hevesen udvarolt a későbbi televíziós személyiségnek, Catherine Langeais-nak (akkori nevén Marie-Louise Terrasse-nak). Szívesen sportolt, főleg teniszezett, és katolikus aktivistaként jótékonykodott is, gyakran segítette a külvárosok elszegényedett népét.

### Politikai pályafutása a második világháborúban (1939–1945)
A második világháború kitörése után, 1939 szeptemberében gyalogsági őrmesteri rangban Mitterrand-t a Maginot-vonal elzászi szakaszához vezényelték. 1940 májusában a hitleri német hadsereg franciaországi hadjárata (Fall Gelb) során Verdunnél egy srapnel találta el a vállán. Miközben sebesülten visszavonulásra kényszerült alakulatával együtt, június 14-én hadifogságba esett és egy türingiai fogolytáborba került. Több, kudarccal végződő kísérlet után végül 1941. december 16-án sikerült megszöknie és hazatérnie Franciaországba, ahol a náci Németországgal kollaboráló, Philippe Pétain vezette Vichy-kormány megbízottjaként foglalkozott a hadifoglyok ügyeivel. Kormánytisztviselői tevékenysége kezdeti szakaszában Pétain marsall és politikája feltétlen híve volt. Közeli kapcsolatba került a marsall tanácsadójával, Gabriel Jeantet-val, és annak lapjának (France – Revue de l’État Nouveau) állandó szerzője lett. Jeantet közbenjárására hamarosan háborús érdemei elismeréseképpen a Vichy-kormánytól megkapta a Francisque érdemrendet (ezt később, az 1950-es években letagadta).
1942-től azonban – miután a Harmadik Birodalom felrúgta a Pétain marsallal kötött szerződést, és elfoglalta Franciaország egész területét – Mitterrand szimpátiája egyre inkább a Charles de Gaulle által meghirdetett ellenállási mozgalom felé fordult. Pozícióját és a vele járó előnyöket kihasználva hamis papírokkal látta el a megszálló nácik ellen harcoló franciákat, majd 1943 januárjában le is mondott állásáról. Morland fedőnév alatt csatlakozott az ellenálláshoz, és februárban a Creuse vidékén volt hadifoglyokból kisebb hírszerzőhálózatot szervezett és működtetett Rassemblement National des Prisonniers de Guerre (RNPG, Hadifoglyok Nemzeti Tömörülése) néven. Ezekben az években baráti viszonyt alakított ki Henri Frenay-vel, és rajta keresztül került már ekkor is konfliktusokkal terhelt kapcsolatba Charles de Gaulle-lal. 1943 novemberében elhagyta Franciaországot, előbb Londonba, majd onnan Algírba utazott, hogy személyesen győzze meg az őt egyébként pétainistának tartó De Gaulle tábornokot érdemeiről, és ajánlja fel szolgálatait a háború utáni békeidőkre. A tábornok részéről fagyos fogadtatásban és elutasításban részesült, s csak viszontagságos körülmények között tudott visszajutni Franciaországba 1944 februárjában.
Tovább dolgozott a hadifoglyokból szervezett RNPG élén, és ambiciózusan készítette elő egy a Vichy-kormány és a német megszállók elleni felkelés tervét. Szívós szervezőmunkájával – noha alapvetően antikommunista, jobboldali politikusként tartották számon – csakhamar elnyerte a francia kommunisták és vezetőjük, a londoni emigrációban élő Waldeck Rochet szimpátiáját is. 1944 augusztus közepén, felfegyverzett partizánjai élén Mitterrand megrohanta és elfoglalta korábbi munkahelye, a Commissariat Général aux Prisonniers de Guerre (Hadifoglyok Általános Bizottmánya) székházát. Az épületet sikeresen megtartották az egy héttel később, augusztus 18-án kirobbant általános felkelésig, ezzel Párizs egyik legelsőként felszabadult szeglete lett.
De Gaulle elismerését azonban nem vívta ki ezzel a kisebb haditettel. Amikor néhány héttel később újra találkoztak, a tábornok „Ismét Ön!” felkiáltással, meglehetősen fagyos fogadtatásban részesítette. Későbbi memoárjai alapján ez volt az a momentum, amely végérvényesen De Gaulle ellen fordította Mitterrand-t. Ő azonban nem csüggedt, annál is inkább, hiszen a kommunistákkal fenntartott, egyre inkább elmélyülő kapcsolatai révén hamarosan az ideiglenes kormányzattól független Mouvement National des Prisonniers de Guerre et Déportés (MNPGD, Hadifoglyok és Deportáltak Nemzeti Mozgalma) elnökévé választották. Hivatala élén legkevesebb 1 800 000 hadifogságból hazakerült és fedél nélkül maradt honfitársáról kellett gondoskodnia, emellett a szervezet L’Homme Libre című lapjának főszerkesztője lett. Befolyása nem volt elhanyagolható, több – köztük egy 50 ezres tömeget megmozgató – tüntetést szervezett Párizsban és sikeres propagandát folytatott a gaulle-ista minisztériumok ellen, azok tehetetlenségét ostorozva. Válaszképpen De Gaulle kihúzta Mitterrand nevét az Ordre de la Libérationra (Felszabadítási Érdemrendre) felterjesztettek listájáról. Enyhe gyógyírrel szolgálhatott számára, amikor 1945. március 1-jén Marie Pierre Kœnig tábornoktól, Franciaország katonai kormányzójától „a legnagyobb vészhelyzetekben tanúsított, fáradhatatlan energiával és törhetetlen akarattal véghez vitt tetteiért” átvehette a croix de guerre (Háborús Kereszt) kitüntetést.

### Politikai pályafutása a Negyedik Köztársaság idején (1945–1958)
De Gaulle 1946-os lemondása, a Negyedik Köztársaság létrejötte után mérsékelt pártja, az UDSR színeiben 1958-ig parlamenti képviselő volt, ezen idő alatt tizenegyszer töltött be miniszteri posztot, állt a belügy- és az igazságügy-minisztérium élén is.

### Politikai pályafutása az Ötödik Köztársaság idején (1958–1981)
1958-ban De Gaulle visszatérése, kormányfővé kinevezése ellen szavazott, s ettől kezdve egyik vezéralakja volt az Ötödik köztársaság, az elnöki rendszer ellenzékének.
1959–1962-ig szenátorként, 1962–1981 között ismét nemzetgyűlési képviselőként működött. 1965-ben megalapított pártját, amely 1971-ben beolvadt a Szocialista Pártba. Utóbbinak tíz éven át első titkára, 1972-től a Szocialista Internacionálé egyik alelnöke is volt.
1965-ben indult először köztársasági elnökjelöltként, második fordulóra kényszerítve a tábornokot. 1974-ben 49 százalékot ért el Giscard d'Estaing-nel szemben, csak hajszállal maradva le a hőn áhított tisztségről.

### Első köztársasági elnöki ciklusa (1981–1988)
Az 1981-es elnökválasztáson végül sikerült baloldali egységet létrehoznia, s biztos győzelmet aratott a Jacques Chirac által megosztott jobboldal felett. Ekkor feloszlatta a nemzetgyűlést, az új választásokon a baloldal itt is többséget szerzett.
Első elnöki évei a választási ígéretek teljesítésével teltek, ezt az időszakot szimbolikus akciók jellemezték: a halálbüntetés eltörlése, államosítások, a kommunisták bevonása a kormányba, erős szociális, társadalmi és közigazgatási reformok.
Később felhagyott a baloldali gazdaságpolitikával, a világgazdasági helyzet Franciaországot is új, megszorító politikára kényszerítette.
Az 1983-as fordulatot Mauroy kormányfő s a kommunista miniszterek távozása követte. 1986-ban a jobboldal visszaszerezte a parlamenti többséget, az ezutáni két év a baloldali elnök s a jobboldali kormányfő, Jacques Chirac „társbérletét”, kohabitációját hozta.

### Második köztársasági elnöki ciklusa (1988–1995)
A terrorizmus és a diáktüntetések Chirac ellen fordították a közvéleményt s az 1988-as elnökválasztáson Mitterrand ismét győzelmet aratott, az államfői posztot 1995-ig töltötte be.
A második elnöki periódus megismételte az elsőt: öt évig szocialista kormányok váltották egymást, az utolsó kettőben ismét a jobboldalé lett a parlamenti többség.
Mitterrand Helmut Kohl német kancellárral együtt az Európai Uniót létrehozó maastrichti szerződés, majd a szigorú pénzügyi és költségvetési előírások nyomán 1999-ben létrejövő Európai Bank és az euró egyik fő támogatója volt.
Petainista múltjának leplezése, volt kormányfője, Bérégovoy öngyilkossága, protekcionizmusa rontotta értékelését, a tömeges bevándorlás is sértette a franciákat. Külpolitikájában is akadt hiba: nem ismerte fel a német egyesülés elkerülhetetlenségét, védeni próbálta Jugoszlávia egységét.

### Visszavonulása és halála (1995–1996)
Párizsban hunyt el 1996. január 8-án. Első megválasztása, 1981 óta prosztatarákkal küzdött. Orvosai csak néhány évet ígértek neki, mégis, 1992-ig titokban tudta tartani betegségét. A Notre Dame-ban megtartott gyászszertartást követően szülővárosában, Jarnac-ban temették el.